# دی‌جی دین
دی‌جی دین (زادهٔ ۲۵ اکتبر ۱۹۷۶ در هامبورگ، آلمان؛ با نام واقعی مارتین اشمیت) یک دی‌جی و تهیه‌کنندهٔ موسیقی آلمانی است که در سبک‌های یورو-ترنس و هارد ترنس فعّالیّت می‌کند.